# Семонте-Казаморча (Перуђа)
Семонте-Казаморча је насеље у Италији у округу Перуђа, региону Умбрија.
Према процени из 2011. у насељу је живело 2459 становника. Насеље се налази на надморској висини од 439 м.